# Elena Popea
Elena Popea (Brașov, 15 aprile 1879 – Bucarest, 19 giugno 1941) è stata una pittrice rumena, esponente del modernismo.

## Biografia
Elena Popea nacque a Brașov nel 1879, figlia di Ioan Popea (1839-1903), professore presso il ginnasio rumeno di Braşov e fratello del vescovo Nicolae Popea (1826-1908).
Dopo la fine della scuola dell'obbligo nella città natale, studiò filologia a Lipsia e poi pittura a Berlino. Seguirono gli studi presso l'Accademia femminile di arte di Monaco di Baviera (Damenakademie) sotto la guida di Angelo Jank e Jordan Jakob e le lezioni private di Caroline Kempter nelle colonie di artisti in Landsberg am Lech e Stornberg See.
Elena Popea esordì nel 1905 quando partecipò alla "Mostra nazionale" organizzata dalla Società ASTRA di Sibiu. Più tardi espose sia a Bucarest e Cluj (Gioventù artistica, Salone ufficiale), sia all'estero, a Parigi - il Salone indipendente, il Museo Jeu de Palme, Londra, le Claridge e le Gallerie di Amsterdam.
Continuò i suoi studi di arti plastiche a Parigi con Lucien Simon e dopo la prima guerra mondiale con André Lhote presso la sua scuola di pittura che aveva aperto a Montparnasse.
Vissuta per molto tempo a Parigi, i suoi lavori furono influenzati dall'impressionismo, espressionismo e dal cubismo. I suoi soggetti preferiti erano paesaggi, nature morte floreali e scene di persone al lavoro o di eventi. Trovò fonti di ispirazione nei dintorni di Bran e Cluj, dove aveva trascorso le estati, oltre che nei numerosi viaggi che fece a Londra (1927), nei Paesi Bassi (1928), in Italia (1929 e 1934), Spagna (1932), Norvegia e Danimarca (1935), in Grecia, Siria, Palestina, in Egitto (1937) e Scozia (1938).
I suoi dipinti sono esposti in numerosi musei rumeni: il Museo Nazionale d'Arte della Romania, il Museo Nazionale Brukenthal a Sibiu, il Museo d'Arte di Brașov, il Museo d'Arte di Cluj-Napoca, il Museo di Bucarest, il Museo d'Arte Ion Ionescu-Quintus della contea di Prahova, Museo d'arte di Costanța.

## Eredità
Nel 1968 Maria Dumitrescu pubblicò per l'editura Meridiane una piccola monografia su Elena Popea.
Una retrospettiva delle sue opere fu organizzata a Cluj nel 1975, con il catalogo curato da Maria Chira e Gheorghe Mandrescu. Negoita Laptoiu dedicò a Elena Popea un capitolo in una delle antologie sull'arte in Transilvania (Incursiuni in plastica romaneasca, Ed. Dacia 1987). La sua biografia apparve nel volume Pittura rumena interbelica (Pictura romaneasca interbelica, Ed. Meridiane, 1996) di Amelia Pavel e alcune riproduzioni delle sue opere e critiche sono contenute in Pittura rumena in immagini (Pictura romaneasca in imagini).
Il 24 e 25 aprile del 2009, la sua opera Sulla riva del mare (La ţărmul mării) fece parte della mostra "Brauner, ilustrator de carte" ospitata dalla Galeria Galateca della Biblioteca Centrale Universitaria di Bucarest, insieme a Testa di bambina (Cap de fetiţă) di Ion Andreescu e Villa in campagna (Conac la ţară) di Ștefan Luchian. L'opera, olio su tela dalle dimensioni di 55 x 74 cm stimata tra 8.500 e 8.600 lei, venne venduta qualche giorno più tardi dalla casa d'aste Goldart per la somma 9.250 lei, la somma più alta nella sezione arte moderna.
A settembre 2010 una mostra retrospettiva contenente 63 opere provenienti da collezioni museali e private venne organizzata dal Museo d'Arte di Brașov in collaborazione con il Museo Brukenthal di Sibiu, Museo Nazionale d'Arte di Romaniei, Biblioteca dell'Academia Rumena e altri.
A dicembre 2010, fu denunciato il furto di otto delle sue opere presenti in una collezione privata a Cluj-Napoca.

## Galleria d'immagini

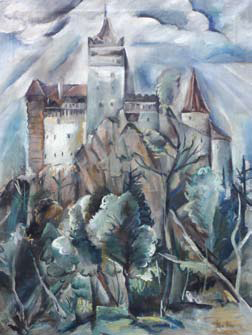
Elena Popea - Castello di Bran,  Museo d'Arte di Brașov
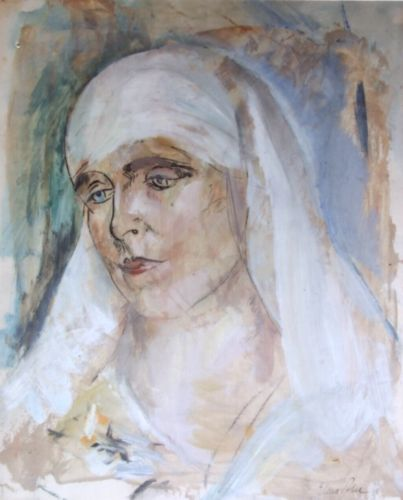
Regina Maria
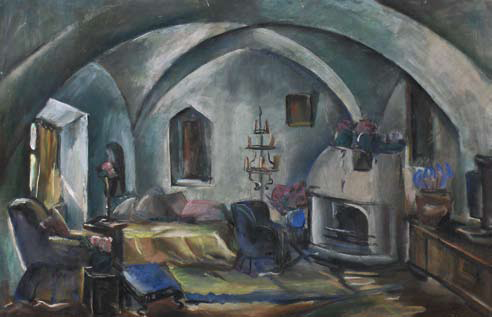
Elena Popea - Interno del Castello di Bran, Museo d'arte di Costanța
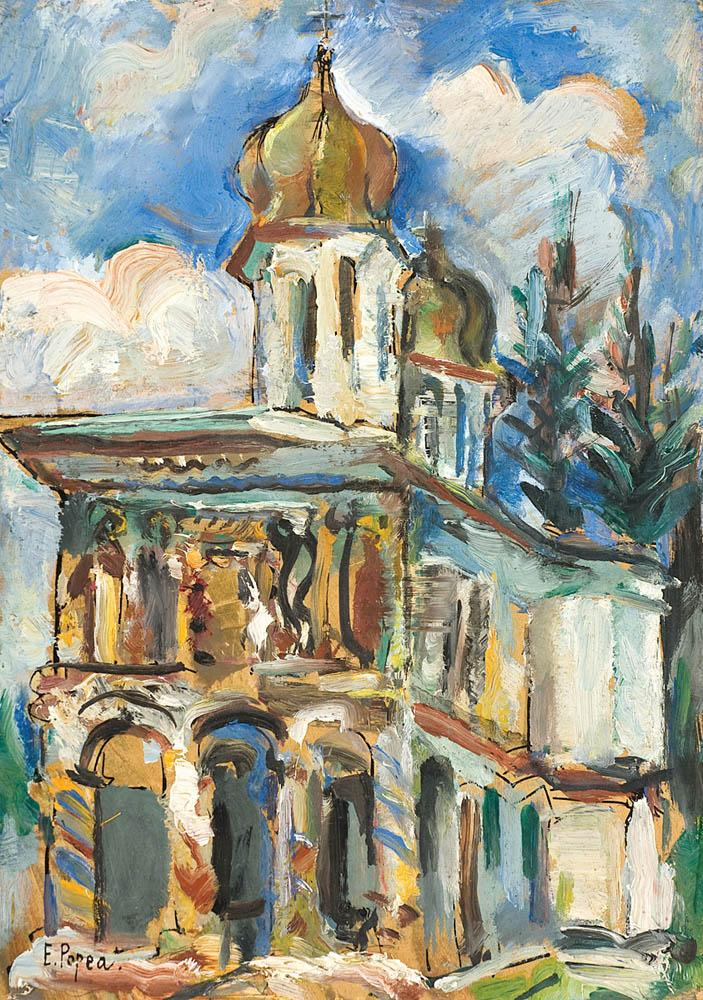
Elena Popea - Chiesa di Campulung - Muscel, collezione privata
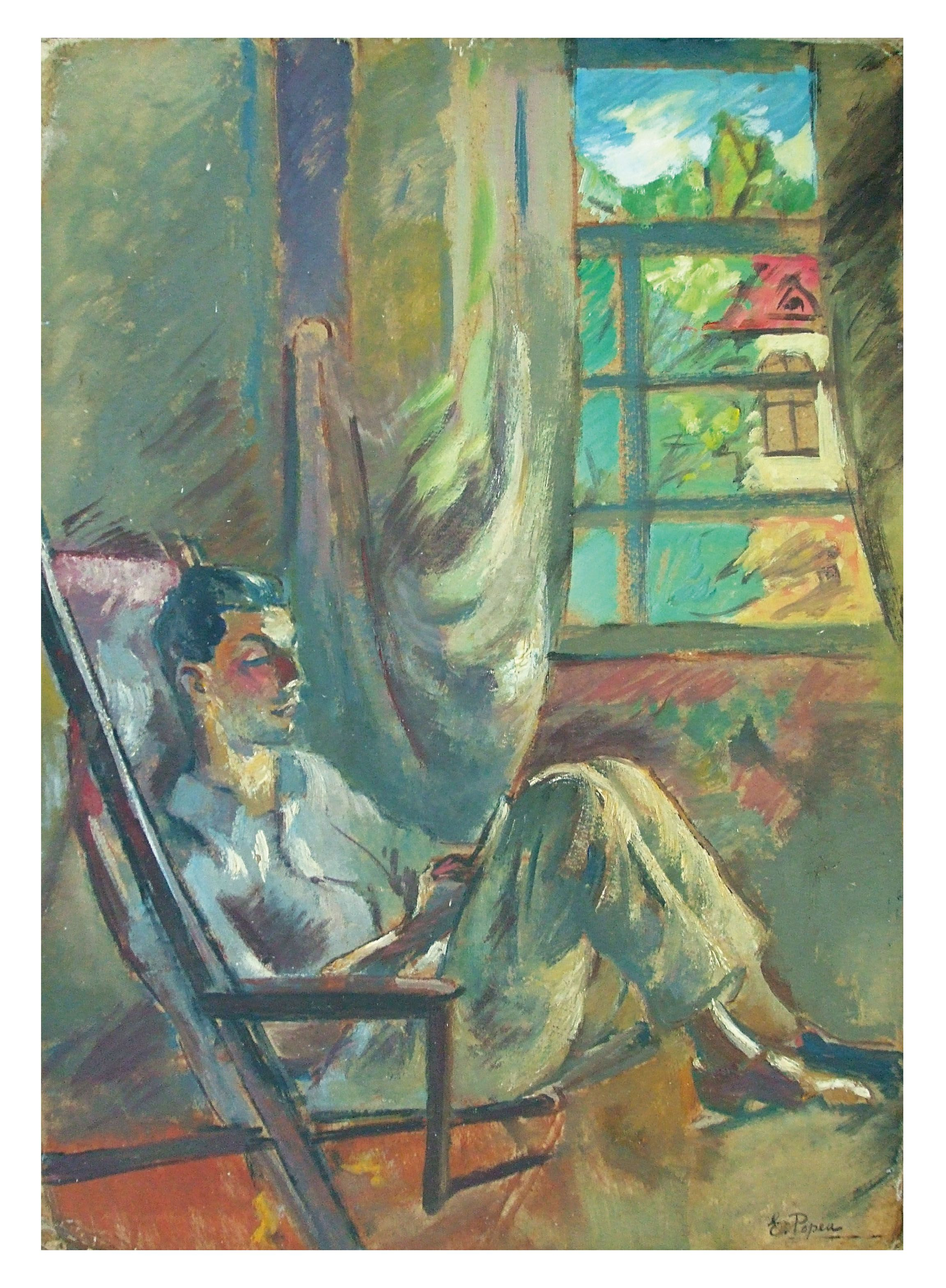
Elena Popea - Lettura
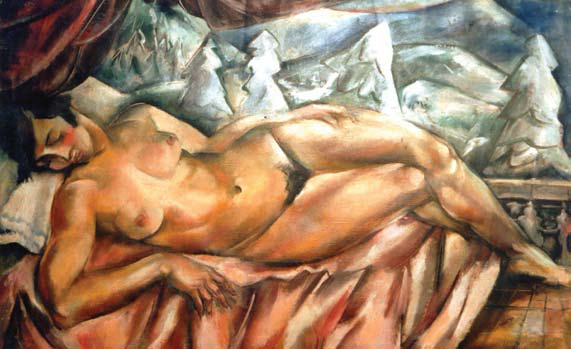
Elena Popea - Nudo, Museo di Bucarest
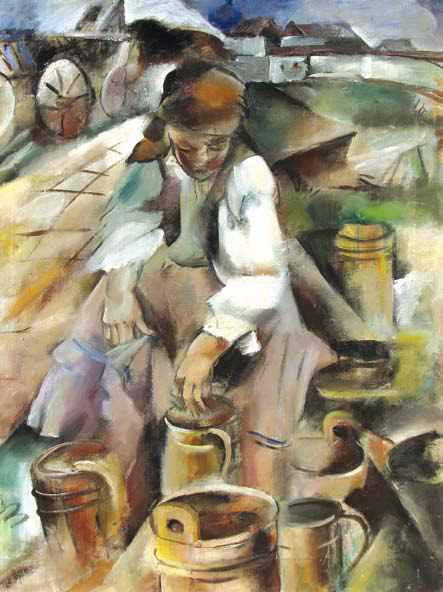
Elena Popea - Contadina con tazze, Museo Nazionale Brukenthal
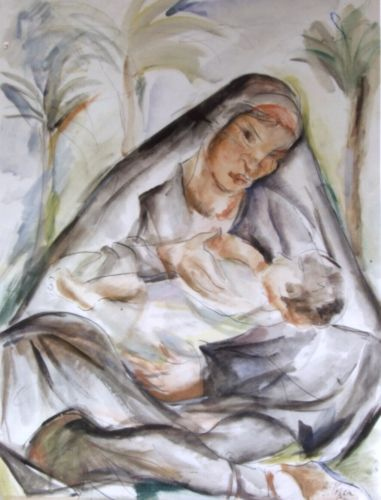
Madonna nera